# فردریش تسلنیک
فردریش تسلنیک (آلمانی: Frederic Zelnik؛ ۱۷ مهٔ ۱۸۸۵ – ۲۹ نوامبر ۱۹۵۰) یک کارگردان اهل آلمان بود.
وی کارگردان فیلم‌هایی همچون بابا لنگ‌دراز و بهشت همین نزدیکی‌هاست بوده است.